# Maculiparia immaculata
Maculiparia immaculata is een rechtvleugelig insect uit de familie Romaleidae. De wetenschappelijke naam van deze soort is voor het eerst geldig gepubliceerd in 1907 door Bruner.